# Маккиннон, Джереми
Джереми Уэйд Маккиннон (англ. Jeremy Wade McKinnon, родился 17 декабря 1985, Гейнсвилл, Флорида, США) — американский музыкант и продюсер, наиболее известный как вокалист пост-хардкор-группы A Day to Remember. Продюсировал альбомы для групп The Devil Wears Prada, The Ghost Inside, Neck Deep и Wage War.

## Биография
Джереми Маккиннон родился в Гейнсвилле, штат Флорида, где рос вместе с двумя сёстрами. Работал в сети ресторанов в Boston Market, а потом занимался строительством. Интерес Маккиннона к музыке побудил его создать первую группу вместе с друзьями. Вдохновлённый творчеством группы Seventh Star, Маккиннон стал придумывать и исполнять собственные песни. Первым коллективом Маккиннона была ска-группа All for Nothing. После этого он вместе с гитаристом Томом Дэнни и барабанщиком Бобби Скраггзом сформировал группу A Day to Remember.
Маккиннон и басист A Day to Remember Джошуа Вудэрд создали свой собственный лейбл Running Man. В сотрудничестве со звукозаписывающей компанией Epitaph Records они подписали группу Veara.
Маккиннон никогда не выпускал сольные работы. В интервью в 2012 году он дал понять, что запись сольного альбома маловероятна.

## Личная жизнь
25 декабря 2016 года Маккиннон женился на своей давней подруге Стефани Моррисон. В День отца 2017 года Стефани сообщила в Instagram, что они ожидают появления своего первого ребёнка. 5 декабря 2017 года у Маккиннонов родилась дочь Монтана Нэш Маккиннон.
Маккиннон придерживается стиля жизни straight edge.

## Влияние
Наибольшее влияние на творчество Маккиннона, по его признанию, оказала панк-рок-группа Millencolin. Он также относит к числу любимых коллективов ска-панк-группу Less Than Jake, у которой он позаимствовал свой способ поведения на сцене: «Они веселились во время концертов и не были суперсерьёзны. Но не до такой степени, чтобы вызывать у зрителей смех. Просто они создавали отличную атмосферу и я всегда любил такое. Затем я увидел выступление Flaming Lips и Rammstein в Германии, и это был самый безумный концерт из всех, что я когда-либо видел. Так что я просто стараюсь сочетать и претворять в жизнь все удивительные вещи, которые любил на протяжении многих лет».

## Дискография
С All for Nothing
- How to Score in High School (2002)

С A Day to Remember
- And Their Name Was Treason (2005)
- For Those Who Have Heart (2007)
- Homesick (2009)
- What Separates Me from You (2010)
- Common Courtesy (2013)
- Bad Vibrations (2016)
- Big Ole Album Vol. 1 (2025)

### Появления в качестве гостевого вокалиста
| Группа                | Альбом                    | Песня                          |
| --------------------- | ------------------------- | ------------------------------ |
| In Fear and Faith     | Your World on Fire        | «Strength in Numbers»          |
| For the Fallen Dreams | Relentless                | «Nightmares»                   |
| Pierce the Veil       | Selfish Machines          | «Caraphernelia»                |
| Mest                  | Not What You Expected     | «Radio (Something to Believe)» |
| August Burns Red      | Found in Far Away Places  | «Ghosts»                       |
| Neck Deep             | Life's Not out to Get You | «Kali Ma»                      |
| The Ghost Inside      | Get What You Give         | «Dark Horse»                   |

### В качестве продюсера
| Группа                | Альбом                     | Год релиза |
| --------------------- | -------------------------- | ---------- |
| Veara                 | What We Left Behind        | 2010       |
| A Day to Remember     | What Separates Me from You | 2010       |
| The Devil Wears Prada | Dead Throne                | 2011       |
| The Ghost Inside      | Get What You Give          | 2012       |
| A Day to Remember     | Common Courtesy            | 2013       |
| The Ghost Inside      | Dear Youth                 | 2014       |
| Neck Deep             | Life's Not out to Get You  | 2015       |
| Wage War              | Blueprints                 | 2015       |
| Wage War              | Deadweight                 | 2017       |